# 加藤慶子
加藤 慶子（かとう けいこ、1988年8月7日 - ）は、日本の女子ラグビーユニオン選手。世田谷レディースに所属する。

## プロフィール
- 大阪府出身。
- 身長 162cm、体重 61kg
- 15人制女子日本代表にも選ばれたことがある[1]。
- ポジションはセンター(CTB)。
- ニックネームはけいこちゃん、けいてぃー。

## 来歴
7歳からラグビーを始めた。
2007年、常翔学園中学校・高等学校卒業後、法政大学に入学する。
2008年、香港セブンズで7人制女子日本代表に初選出された
2009年、ラグビーワールドカップセブンズ2009の7人制女子日本代表に選出された。
2010年、イギリスLondonのRichmond clubに一年間留学した。
2012年、法政大学卒業後、三菱重工業に入社。
2014年、アジア大会の7人制女子日本代表に選出され、銀メダル獲得に貢献。
2016年、リオデジャネイロオリンピックの7人制女子日本代表のバックアップメンバーに選ばれた。
2017年、女子ラグビーワールドカップ2017の15人制女子日本代表に選ばれた。